# Шумино (Пермский край)
Шумино — деревня в Гайнском районе Пермского края. Входит в состав Гайнского сельского поселения. Располагается западнее районного центра, посёлка Гайны. Расстояние до районного центра составляет 30 км. По данным Всероссийской переписи населения 2010 года, в деревне не было постоянного населения.

## История
До Октябрьской революции населённый пункт Шумино входил в состав Аннинской волости, а в 1927 году — в состав Аннинского сельсовета. По данным переписи населения 1926 года, в деревне насчитывалось 24 хозяйства, проживало 94 человека (36 мужчин и 58 женщин). Преобладающая национальность — русские. Действовала школа первой ступени, врачебный или фельдшерский пункт.
По данным на 1 июля 1963 года, в деревне проживало 89 человек. Населённый пункт входил в состав Аннинского сельсовета.